# Tetracain
Tetracain wird als Oberflächenanästhetikum von Schleimhäuten – zum Beispiel bei kleinen Eingriffen in Mund oder Nase – verwendet. Die Wirkung hält mehrere Stunden an. Es ist etwa zehnmal stärker wirksam als Procain, dafür aber auch zehnmal toxischer, weshalb bei der Anwendung die maximale Einzeldosis von 20 mg nicht überschritten werden darf. Bestehen Schleimhautverletzungen, erfolgt die Resorption sehr rasch, sodass die Gefahr von Überdosierungen mit Vergiftung besteht. Häufiger verwendet wird daher Lidocain, das denselben Wirkmechanismus wie Tetracain aufweist.
Nach dem Aufbringen auf die Nasenschleimhaut erreicht Tetracain die darunter verlaufenden Rami alveolares (Nervus alveolaris superior anterior und Nervus alveolaris superior medius), die die Zähne des Oberkiefers sensibel versorgen. In einer fixen Kombination mit dem gefäßverengenden Oxymetazolin kann es als Nasenspray bei leichteren Eingriffen in der Zahnmedizin zur Lokalanästhesie im Oberkiefer verwendet werden.
Tetracain wurde von Mitarbeitern der zum I.G. Farben-Konzern gehörenden Hoechster Farbwerken entwickelt und wurde erstmals 1931 unter dem Namen Pantocain als Mittel zur Oberflächenanästhesie vertrieben.

## Handelsnamen
Monopräparate
Ophtocain (D), Gingicain (D), Tetracaine SDU Faure 1 % (CH)
Kombinationspräparate
- mit Lidocain: Pliaglis (D, A, CH), Rapydan (A, D)
- mit Oxymetazolin: Kovanaze (USA)